# Sommeracher Ortsbefestigung

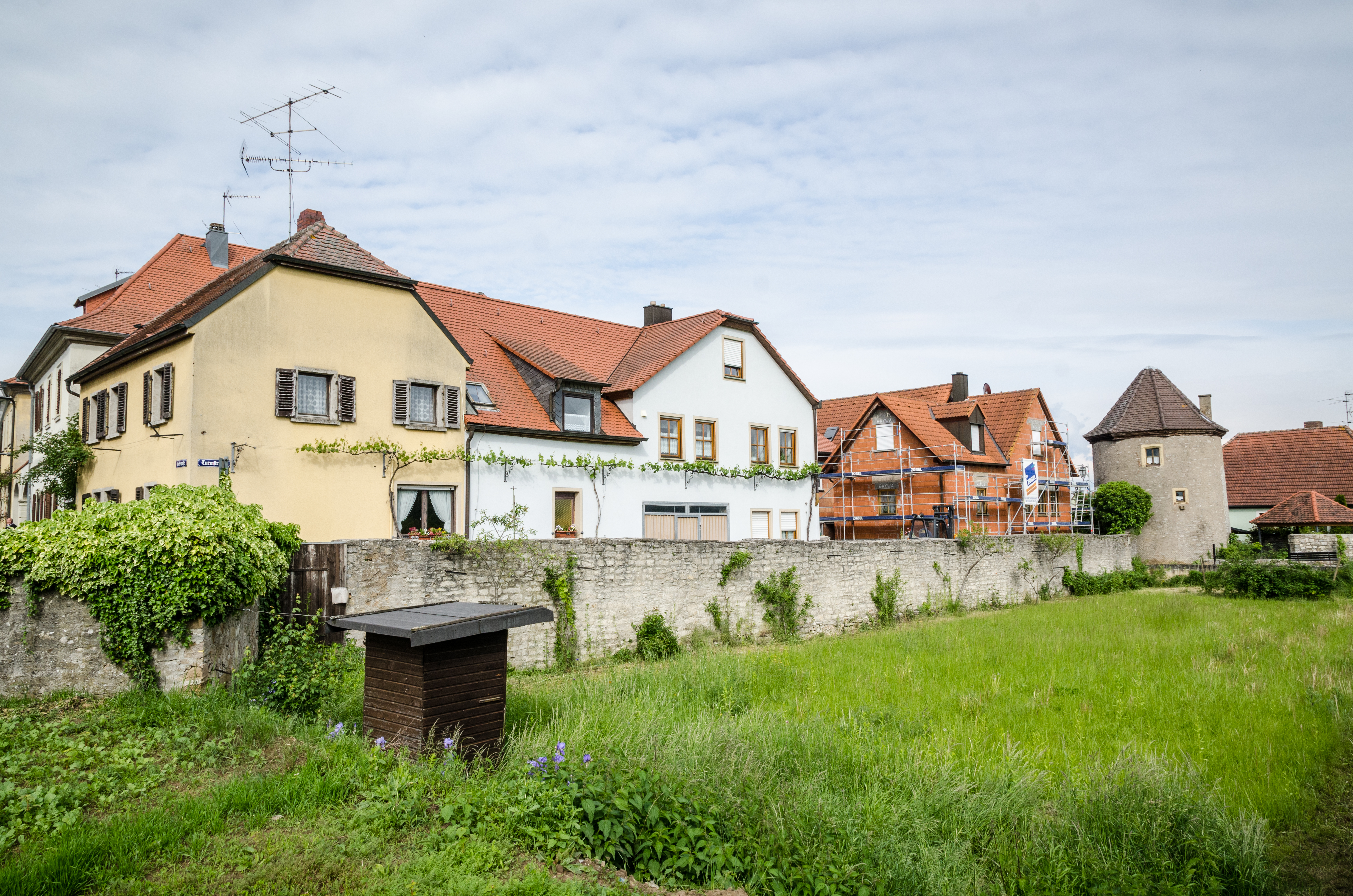
Die Ortsbefestigung entlang der Gartenstraße

Die ehemalige Sommeracher Ortsbefestigung umgibt den Kern des unterfränkischen Ortes Sommerach als Ringmauer mit Türmen, Toren und Grabenresten. Weite Teile der Anlage aus dem 15. und 16. Jahrhundert sind erhalten.

## Geschichte
Die Geschichte der Ortsbefestigung ist mit der fränkischen Militärgeschichte des Spätmittelalters bzw. der Frühen Neuzeit verbunden. Sommerach und die anderen Dörfer, die lange Zeit die Mönche von Münsterschwarzach als Grundherren hatten, waren häufigen Plünderungen ausgesetzt. 1462 ließ der markgräfliche Amtmann Georg Gebsattel im ersten Markgrafenkrieg das Dorf plündern, wobei auch das Archiv der Gemeinde zerstört wurde. Daraufhin begann man im Kloster die Befestigung des damals wirtschaftskräftigsten Ortes zu planen.

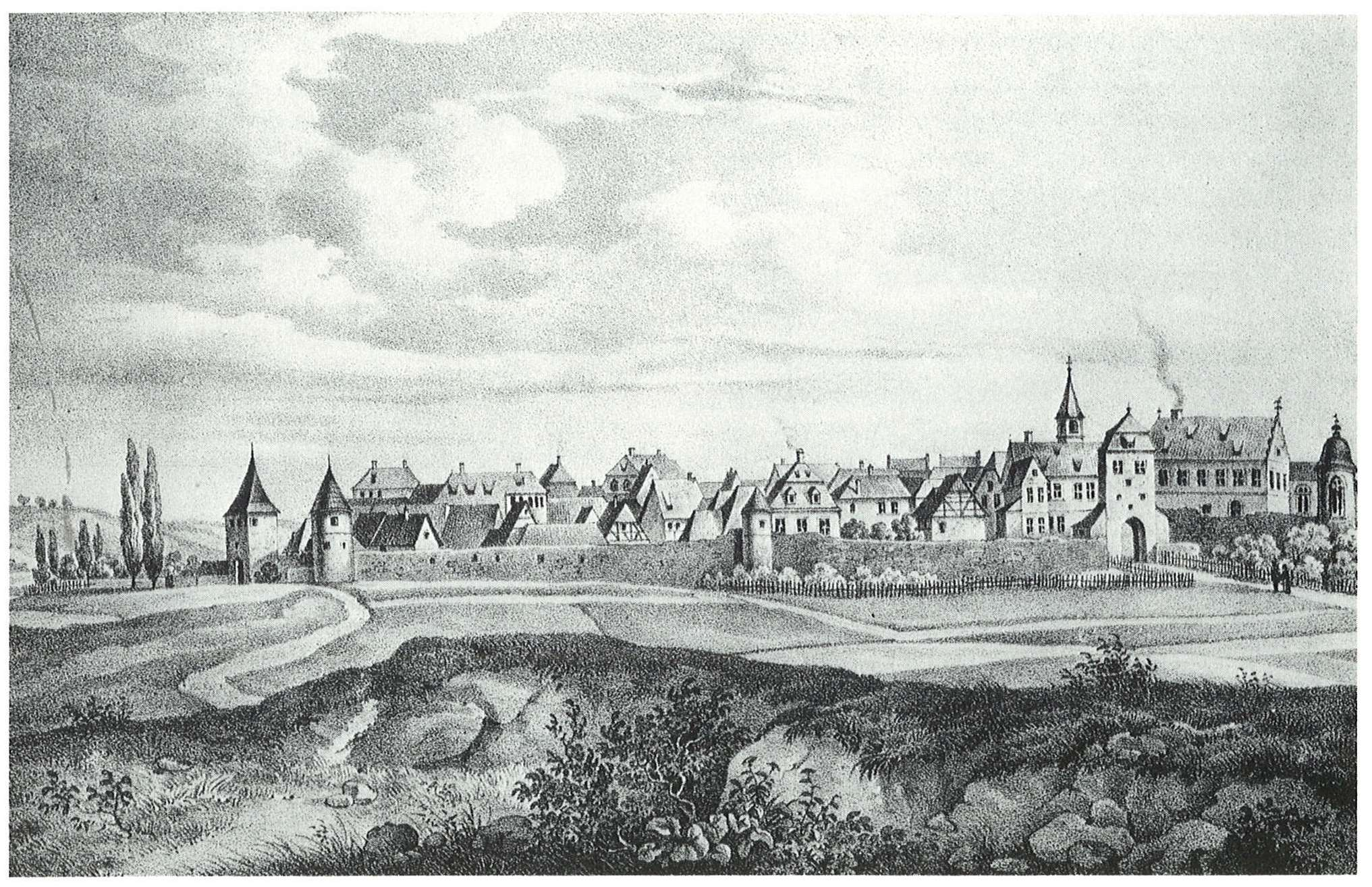
Auf einer Lithographie von Sommerach aus der Mitte des 19. Jahrhunderts bildet der erhaltene Abschnitt der Mauer zwischen Schwarzacher Tor (rechts) und Maintor (links) den Rahmen

Unter Abt Martin, der ab 1466 im Kloster Münsterschwarzach regierte, begann der Bau der Ringmauer. Im Jahr 1504 waren Teile der Befestigung bereits fertiggestellt, als die Gemeinde erstmals eine Ordnung für ihre Turmwächter erließ. Sie waren neben der Bewachung auch für die Instandhaltung der Gräben vor der eigentlichen Mauer verantwortlich. Die zu diesem Zeitpunkt noch nicht befestigten Teile Sommerachs waren wohl, wie in den meisten anderen Orten der Umgebung, von einer sogenannten Dorfhaag aus Graben und Dornenbüschen umgeben.
Fertiggestellt wurde die Ringmauer mit ihren vier Toren und dem Graben wohl um 1536, also fast hundert Jahre nach dem Beginn des Unternehmens. 1558 erließ der Abt Wolfgang Zobel eine Schaarwächterordnung, um die Bewachung des Ortes weiter zu verbessern. Im 17. Jahrhundert war die Befestigung allerdings bereits militärisch irrelevant geworden, weil sie den verbesserten Geschützen dieser Zeit nicht mehr standhalten konnte.
Die Gemeinde legte bald keinen Wert mehr auf die Erhaltung der militärischen Anlagen und ließ sie verfallen. In den ehemaligen Gräben legte man Gemüsegärten für die örtliche Bevölkerung an. Ab 1822 begann der Abriss der Anlage, wobei weite Teile der Ringmauer im Nordosten bzw. Nordwesten entfernt wurden. Erst 1903 veränderte sich diese Praxis und die Gemeinde begann die Erhaltung der Ringmauer zu finanzieren. Insbesondere in den 1980er Jahren wurde das Ensemble umfassend renoviert. Die ehemalige Befestigung bildet die Grenze des Bauensembles Ortskern Sommerach, daneben sind die einzelnen Elemente als Baudenkmäler gelistet.

## Tore
Insgesamt besaß die Ortsbefestigung vier Tore, die in Richtung der angrenzenden Orte Gerlachshausen/Münsterschwarzach, Dettelbach bzw. des Mains, Volkach und Nordheim am Main ausgerichtet waren. Zwei der Tore sind noch vollständig erhalten. Die Anlage der Tore legte die Hauptachse des Dorfes in der Frühen Neuzeit fest, sodass Sommerach noch heute durch das von den Toren gebildete Straßenkreuz geprägt wird (Hauptstraße, Schwarzacher Straße, Lindenallee, Volkacher Straße, Nordheimer Straße).

### Schwarzacher Tor
Ältestes Tor innerhalb der Dorfbefestigung ist das in nordöstlicher Richtung gelegene Schwarzacher Tor. Es entstand bereits im Jahr 1486, was eine Inschrift auf einem oberhalb der Durchfahrt angebrachten Wappenstein belegt. Das Tor wurde längere Zeit als Armenhaus der Gemeinde genutzt, später brachte man dort Getreidevorräte unter. Im 19. Jahrhundert wurde zeitweise der Abriss des Tores diskutiert, die Entscheidung des Bezirksamtes, das Gebäude stehen zu lassen, führte zu einem Umdenken in der Gemeinde.
Das Schwarzacher Tor präsentiert sich als mächtigstes Element der Befestigung. Es ist zweigeschossig und schließt mit einem flachen Walmdach ab. Das Tor wurde aus Bruchsteinen errichtet. Nachdem das Tor in den 1970er Jahren häufig durch Autounfälle in Mitleidenschaft gezogen war, gelang es den Verantwortlichen, den Verkehr um den Sommeracher Altort umzuleiten. Es wurde daraufhin 1980 umfassend renoviert. 49° 49′ 38,3″ N, 10° 12′ 21,8″ O

### Maintor

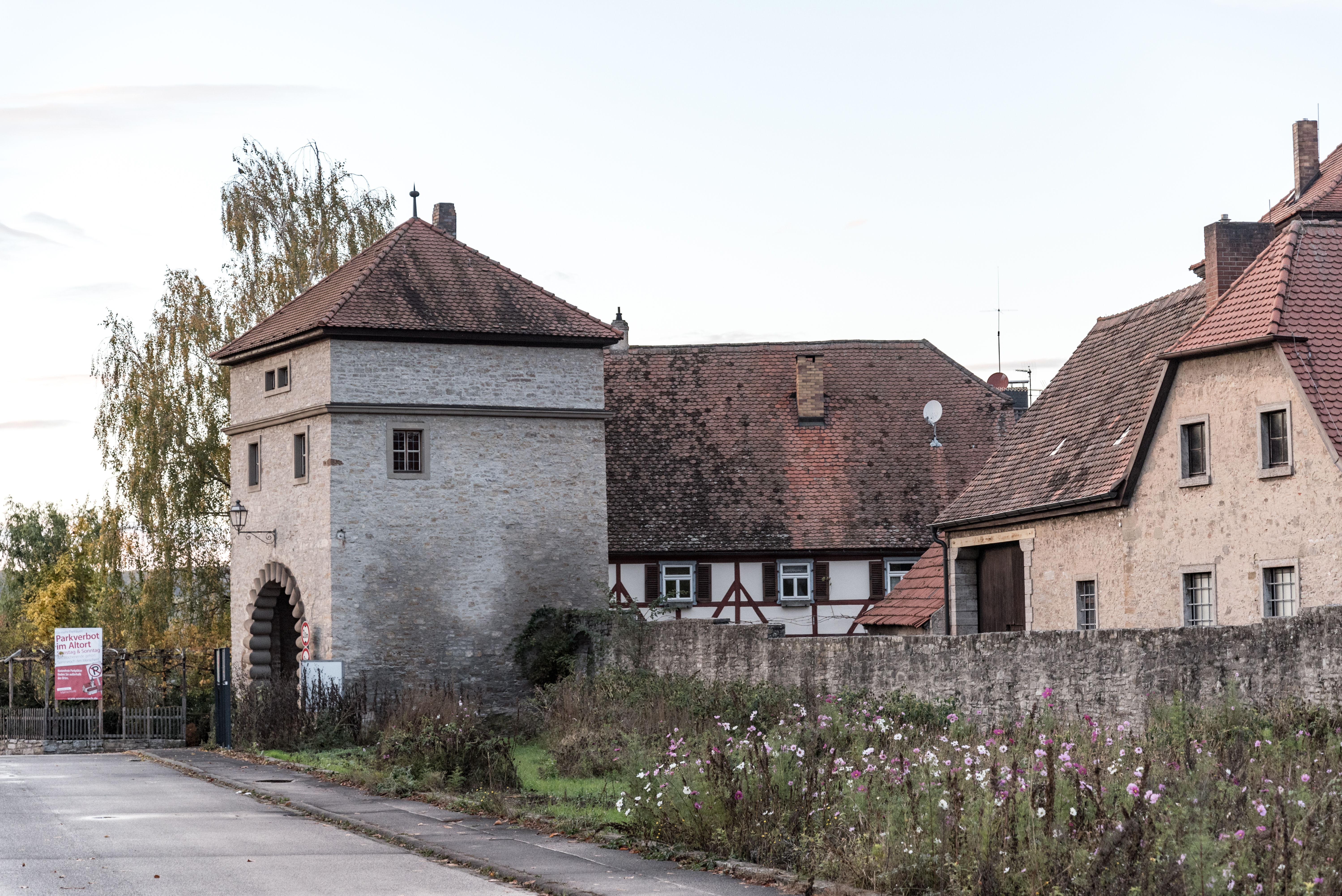
Das Maintor und einige Mauerreste in der Gartenstraße

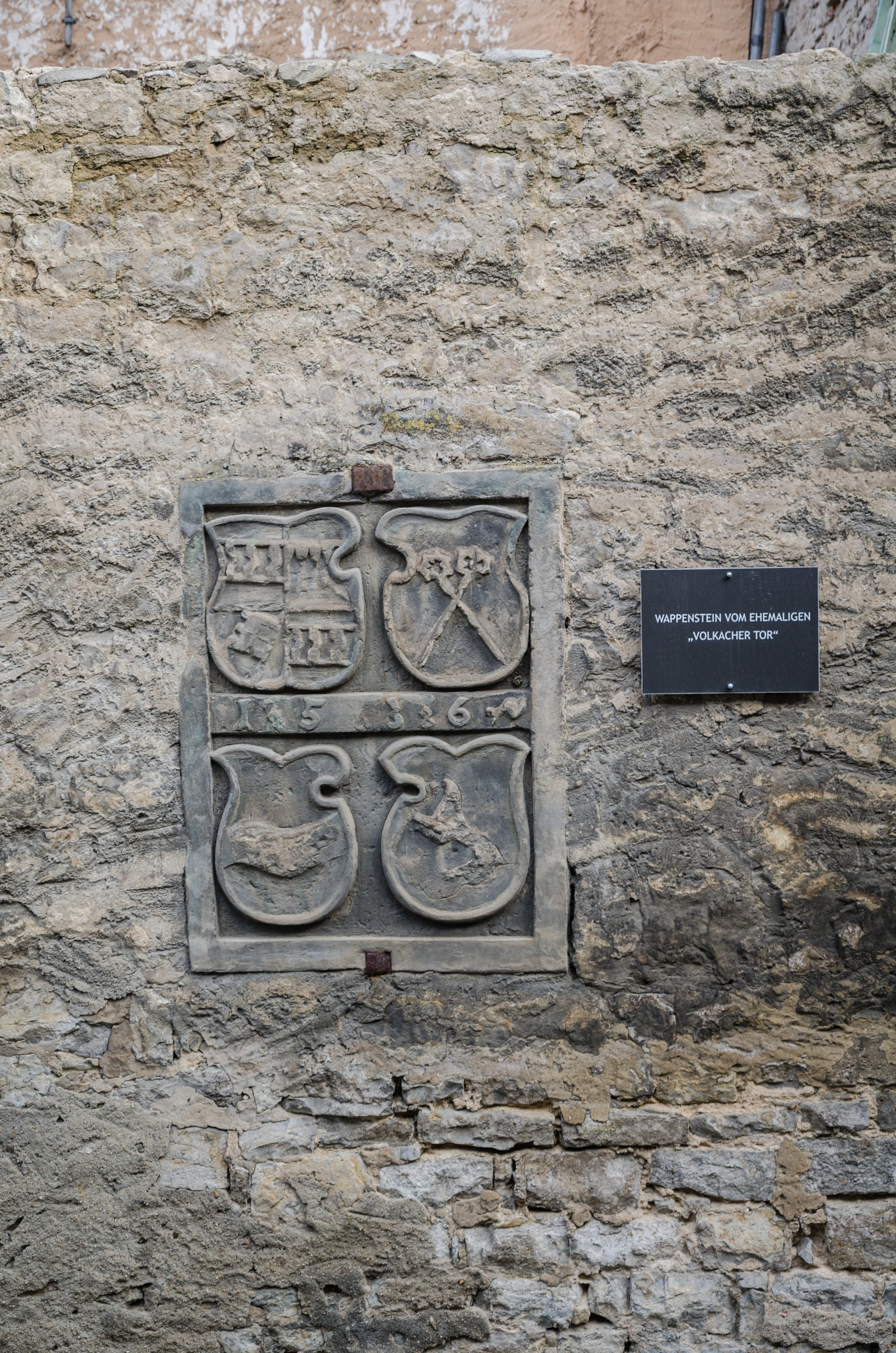
Ein Wappenstein ist der einzige Überrest des Volkacher Tores

Das jüngste Tor der Befestigung liegt im Südwesten und erhielt von der Bevölkerung den Namen Maintor (oder Dettelbacher Tor). Es wurde 1585 von einem Gerolzhöfer Steinmetz erbaut. Nach einem Brand im Jahr 1831 wurde der Turm wesentlich niedriger wieder aufgebaut. Während der NS-Zeit wurden dort die Treffen der örtlichen Hitlerjugend abgehalten. Seit 1985 ist in dem Turm ein privates Kunstmuseum des Schwarzacher Bildhauers Theophil Steinbrenner untergebracht.
Das Tor präsentiert sich heute ganz ähnlich wie das Schwarzacher Tor. Es ist aus Bruchsteinen erbaut und schließt mit einem flachen Walmdach ab. Besonders eindrucksvoll ist die aus Sandsteinquadern gearbeitete Tordurchfahrt auf der Mainseite. Anders als am Schwarzacher Tor gliedert ein Gesims die Geschosse des Turmes. Das Maintor wurde im Jahr 1984 vollständig renoviert und bildet mit den erhaltenen Mauerresten in der Umgebung ein reizvolles Ensemble. 49° 49′ 38,6″ N, 10° 12′ 11,4″ O

### Volkacher Tor
Das zweitjüngste Tor der Sommeracher Befestigung war das in nordöstlicher Richtung erbaute Volkacher Tor. Es entstand im Jahr 1536, wurde aber bereits vor 1868 auf Abriss an einen Sommeracher verkauft. Erhalten hat sich lediglich ein Wappenstein, der wohl oberhalb der Durchfahrt angebracht war und den Würzburger Fürstbischof Konrad II. von Thüngen mit der Abtei Münsterschwarzach als Bauherren ausweist. 49° 49′ 45,9″ N, 10° 12′ 18″ O

### Rimbacher Tor
Das Rimbacher Tor entstand wohl bereits vor dem Jahr 1504 am nordwestlichen Ortsausgang. Damals erließ die Gemeinde eine Ordnung der Fürgehner, also der Torwächter, die für die Sicherung der Türme verantwortlich waren. Da in der Ordnung bereits von mehreren Toren die Rede ist und die Befestigung auf der Mainseite bzw. an der Volkacher Straße nachweislich erst später entstanden, muss das Rimbacher Tor bereits vorher existiert haben.
Das Tor erhielt seinen Namen nach der Siedlung Rimbach bzw. Ronobach, die nicht mehr besteht und  als Sommeracher Vorort entstanden sein könnte. Durch das Rimbacher Tor wurde der Verbindungsverkehr nach Nordheim geführt, das, wie Sommerach, lange Zeit dem Kloster Münsterschwarzach unterstand. Der viele Verkehr führte zu Beginn des 19. Jahrhunderts dazu, dass das Tor stark baufällig geworden war. 1822 beantragte Sommerach beim Landgericht Volkach den Abriss. Es haben sich keine Überreste des Tores erhalten. 49° 49′ 46,9″ N, 10° 12′ 9,5″ O

## Weitere erhaltene Reste

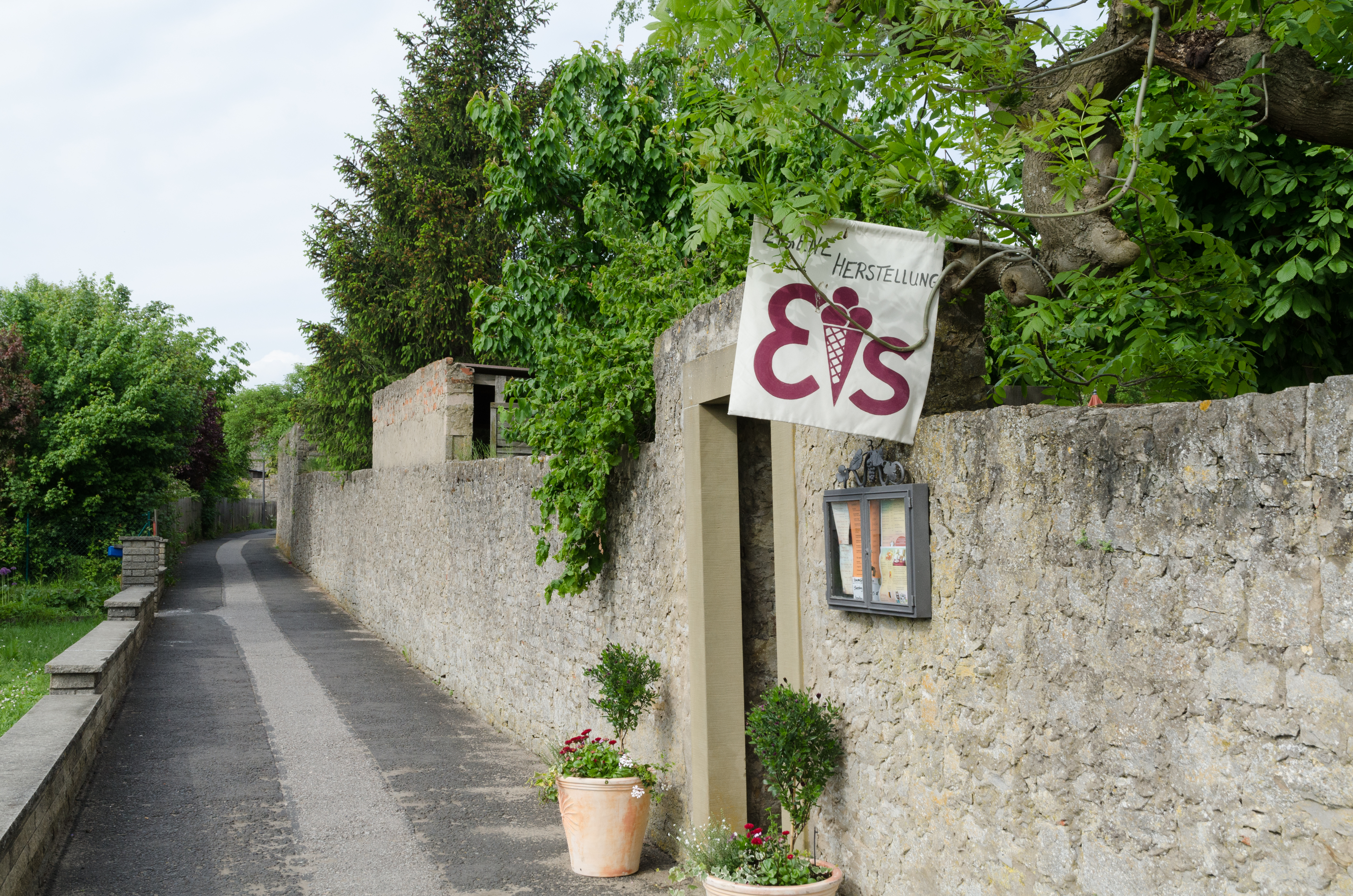
Ein Mauerzug entlang des Dorfgrabens im Nordosten

Von den Türmen, die insbesondere die wichtigen Ecken der Ringmauer überwachen sollten, haben sich noch zwei erhalten. Sie wurden beide bereits im 19. Jahrhundert stark umgebaut. So erwarb im Jahr 1866 der Schuhmacher Johann Utz den Turm in der Südwestecke (Untere Maintorgasse 7). Er wurde von ihm als Wohnung umgestaltet. Heute ist in dem Turm eine Ferienwohnung untergebracht, nachdem der Bau ab 1976 umfassend erneuert worden war. (49° 49′ 42,4″ N, 10° 12′ 5,8″ O)
Ebenfalls in den 1970er Jahren baute man den nordwestlichen Turm (Turmstraße 23) zu einer Weinprobierstube um. Zuvor war der Turm jahrzehntelang nicht erneuert worden und drohte einzustürzen. Erst 1935 stabilisierte Paul Streng den Turm, indem er ein Dach anbrachte. (49° 49′ 36,6″ N, 10° 12′ 16,4″ O) In der Winzerstraße 22 haben sich außerdem die Reste eines Schalenturmes erhalten. (49° 49′ 40,4″ N, 10° 12′ 8,1″ O) Daneben besteht ein stark veränderter Turm der Befestigung in der Turmstraße 13, dort ist ein Gartenhaus untergebracht. (49° 49′ 37,3″ N, 10° 12′ 19,9″ O)
Das gesamte Ensemble, das vor allem zur Mainseite hin erhalten ist, war in den 1980er Jahren neuerlich bedroht. Im Winter 1987 stürzte ein großes Teil der Mauer zwischen Zehnthof und Schwarzacher Tor ein und musste von der Eigentümerin erneuert werden. Ganze Mauerzüge der ehemaligen Ringmauer bestehen noch entlang des Dorfgrabens im Nordwesten und an der Dorfmauer zwischen Maintor und Eckturm im Südosten. Am Schwarzacher Tor haben sich teilweise überbaute Mauerreste erhalten.